# Paolo Nutini
Paolo Giovanni Nutini (Paisley, 9 gennaio 1987) è un cantautore e musicista britannico.

## Biografia
Nato a Paisley - località delle Lowlands non lontano da Glasgow - in una famiglia dedita al commercio alimentare di fish and chips, è di origine italiana per parte di padre, la cui famiglia proviene da Barga. Fin da giovane si interessa alla musica, grazie al sostegno del padre. Nutini partecipa alla corale della sua scuola ed è in queste occasioni che il suo insegnante lo nota e gli dà consigli per migliorare la sua tecnica vocale.

### Gli esordi
Nel 2003 il suo concittadino David Sneddon vince la prima serie di Fame Academy della BBC (la versione britannica di Amici). A Paisley viene organizzato uno spettacolo per festeggiare il suo rientro in città dagli studi della BBC. Ma Sneddon, in viaggio da Londra, si presenta in forte ritardo ai festeggiamenti. Per placare il pubblico spazientito dal ritardo di Sneddon, un dj di una radio locale organizza un quiz, che vede come premio la possibilità di esibirsi sul palco. Nutini vince e si esibisce, facendosi notare da Ken Nelson, un produttore che gli offre una collaborazione dando il via alla sua carriera. A 17 anni si trasferisce a Londra dove inizia a esibirsi nei locali della città.
La svolta arriva con Internet: un paio di suoi brani presenti in rete risultano tra i più scaricati grazie al passaparola. Nutini si ritrova ad aprire concerti per artisti tra cui KT Tunstall e Amy Winehouse.

### Il primo album:These Streets

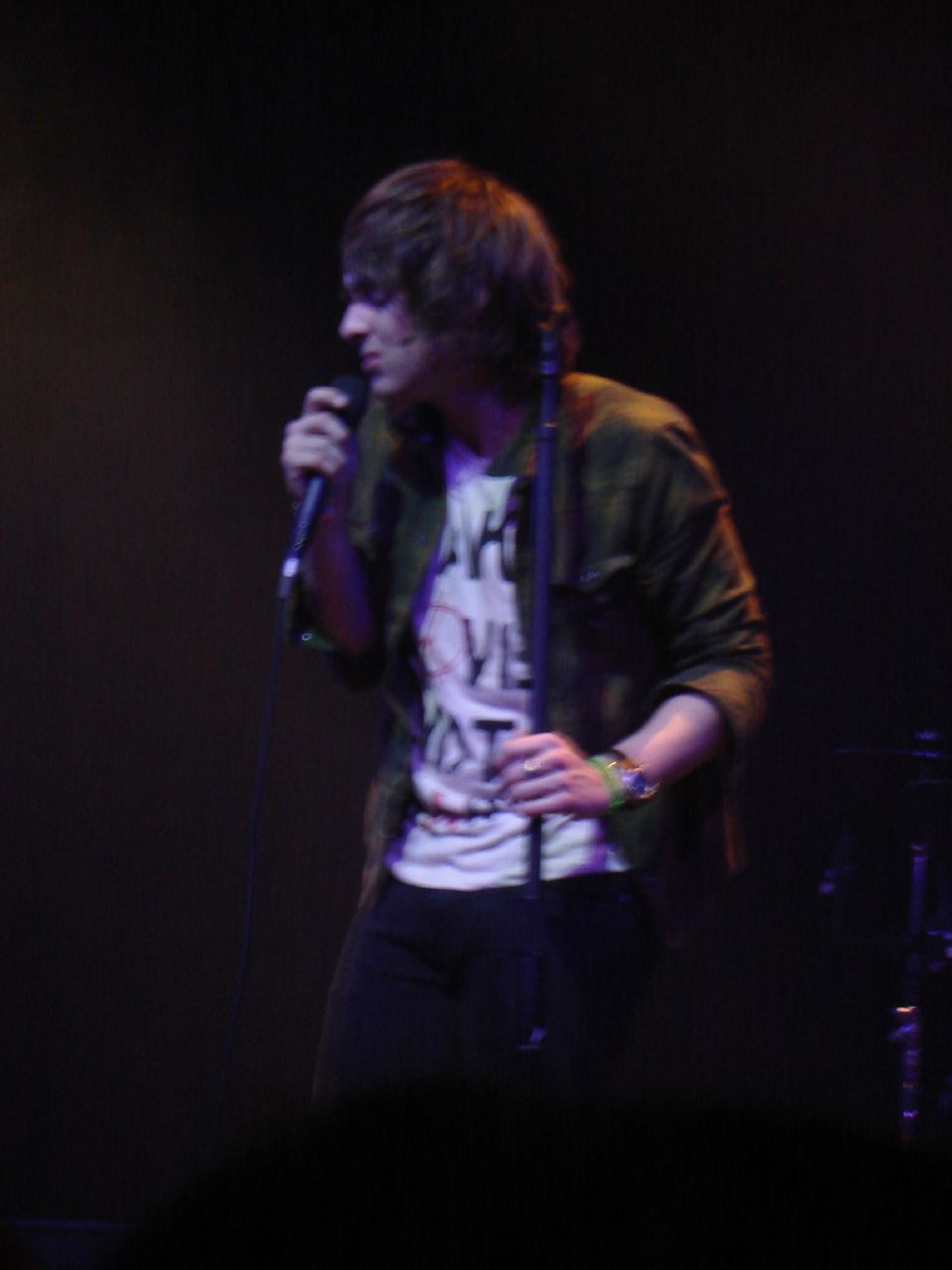
Paolo Nutini nel 2007.

Nel 2006 viene notato dall'etichetta discografica Atlantic Records che lo mette sotto contratto facendogli incidere il suo primo album These Streets a Liverpool con Ken Nelson, produttore dei Coldplay. L'album esce in Gran Bretagna lo stesso anno, anticipato dal free download del brano "These Streets". Nello stesso periodo viene invitato dai Rolling Stones per aprire la data viennese del loro A Bigger Bang Tour; si esibisce inoltre al Carnegie Hall di New York e sotto la direzione musicale di Marvin Hamlisch canta ad un concerto presieduto da Liza Minnelli, in occasione di un evento tributo ad Ahmet Ertegün.
Nel luglio del 2007 partecipa al Live Earth a Londra presso lo stadio Wembley, insieme ad altri artisti internazionali. Lo stesso mese viene premiato dalla città di Barga con la medaglia d'oro di San Cristoforo.
Nel frattempo l'album d'esordio These Streets supera il milione di copie vendute e vengono estratti altri quattro singoli quali Last Request, Jenny Don't Be Hasty, Rewind e New Shoes. Quest'ultimo è stato il primo singolo rivolto al mercato americano, cui seguirà la distribuzione dell'album. Come lo stesso Nutini dichiarerà, molti singoli tra cui Rewind e Last Request sono ispirati dalla sua turbolenta relazione con Teri Brogan, mentre Jenny don't be hasty è ispirato da una sua relazione avvenuta con una ragazza più grande. L'album ha venduto complessivamente oltre 2 milioni di copie.
Nel 2008 è stato scelto insieme a Usain Bolt come testimonial Puma.

### 2009:Sunny Side Up

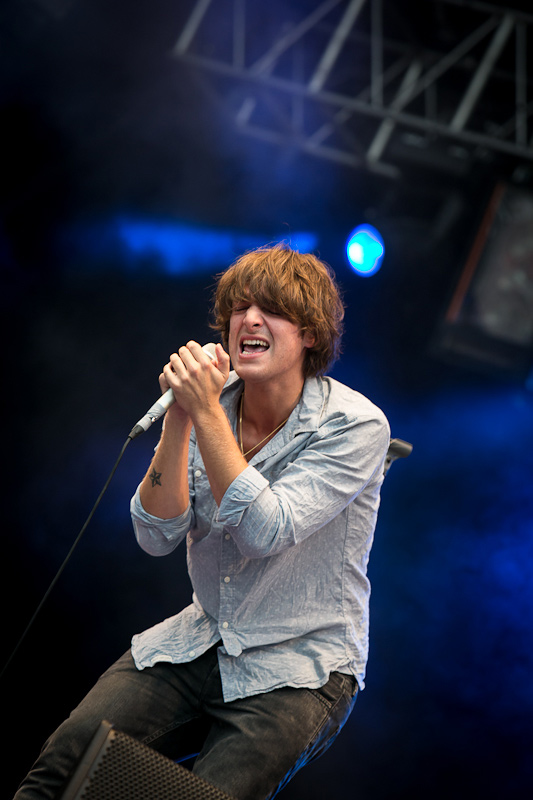
Paolo Nutini in concerto a San Gallo nel 2012.

Il 29 maggio 2009 esce il suo secondo album Sunny Side Up, preceduto dal singolo Candy uscito il 18 maggio, brano scritto da Paolo e prodotto dai Kings of Leon. L'album esordisce al primo posto nella classifica del Regno Unito. Sempre nel 2009 viene premiato ai Wind Music Awards 2009.
Dall'album vengono estratti altri tre singoli: Coming Up Easy, Pencil full of lead e 10/10. L'album è stato uno dei più venduti del 2009 nel Regno Unito, ricevendo una discreta accoglienza dalla critica britannica.
Nel 2010 partecipa al Concerto del Primo Maggio in piazza di Porta San Giovanni a Roma, dove esegue i brani Jenny don’t be hasty e New shoes, dal suo primo album These Streets, Candy e Pencil Full of Lead dal disco Sunny Side Up e la cover di Time to Pretend degli MGMT.

### 2014:Caustic Love
Dopo essersi preso una pausa, il 28 gennaio 2014 pubblica il singolo Scream (Funk My Life Up), che anticipa il nuovo album Caustic Love uscito ad aprile. Il 21 febbraio 2014 è ospite al Festival di Sanremo in cui canta i brani Candy, Scream ed una reinterpretazione di Caruso del cantante Lucio Dalla.

### 2022:Last Night in the Bittersweet
Otto anni dopo l'uscita del suo ultimo lavoro discografico, nel 2022 Nutini pubblica il suo quarto album Last Night in the Bittersweet, anticipato dall'uscita dei singoli Through the Echoes, Lose It, Shine A light, Pietrified in Love e Acid eyes.

## Vita privata
Nutini ha dichiarato in un'intervista nel giugno 2014 di aver fumato cannabis ogni giorno della sua vita dall'età di sedici anni fino a maggio dello stesso anno, prima dell'inizio dei Mondiali di calcio in Brasile, avvenuto il 12 giugno.
Oltre alla sua lingua madre, ha dichiarato di comprendere l'italiano ma di parlarlo poco.

## Discografia

### Album di studio
- 2006 – These Streets
- 2009 – Sunny Side Up
- 2014 – Caustic Love
- 2022 – Last Night in the Bittersweet

### Singoli

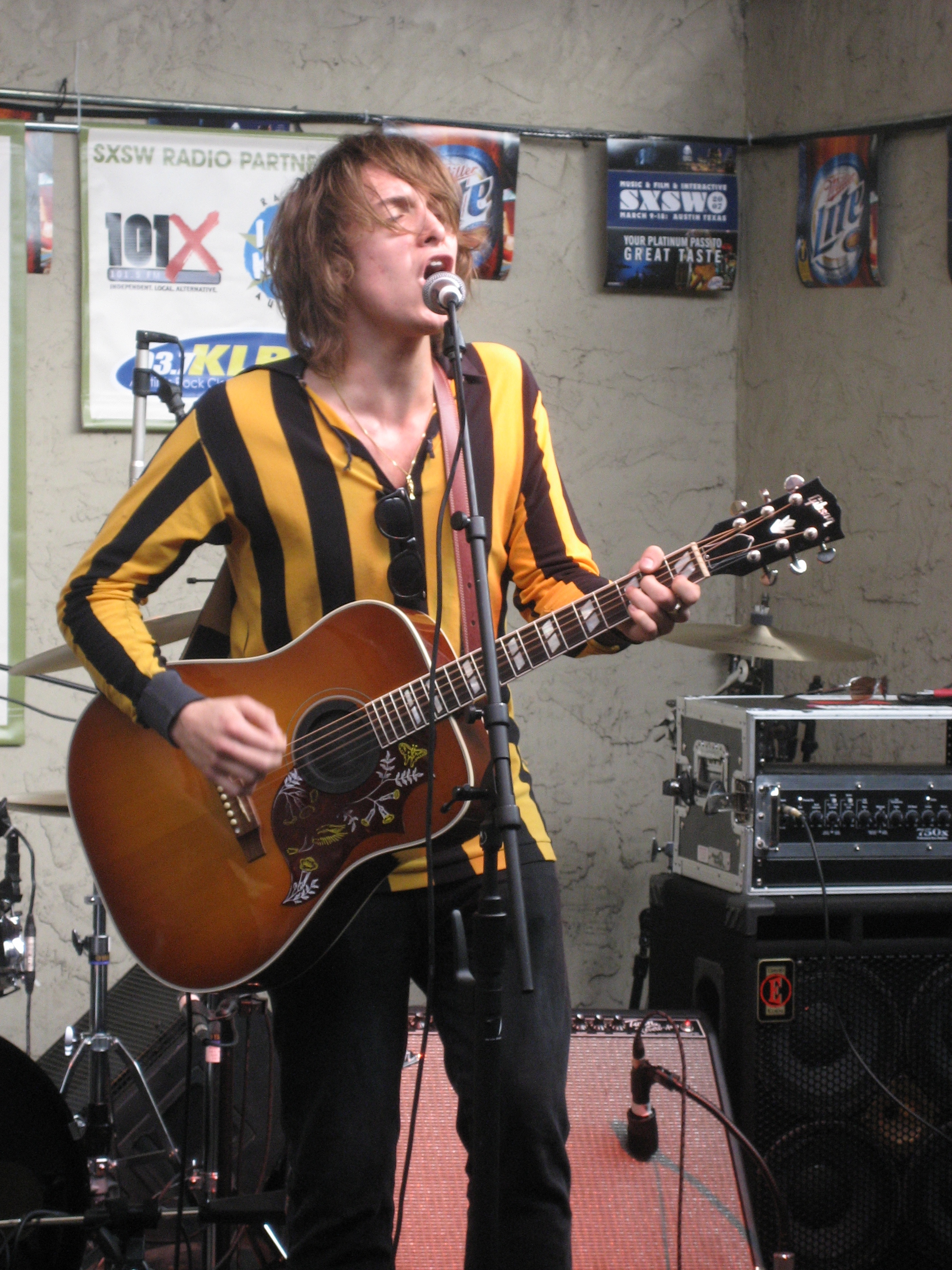
Paolo Nutini nel 2008.

- 2006 – Last Request
- 2006 – Rewind
- 2007 – New Shoes
- 2007 – Jenny Don't Be Hasty
- 2009 – Candy
- 2009 – Coming Up Easy
- 2009 – Pencil Full of Lead
- 2009 – 10/10
- 2014 – Scream (Funk My Life Up)
- 2014 – Let Me Down Easy
- 2014 – Iron Sky
- 2022 – Through the Echoes
- 2022 – Lose It
- 2022 – Radio
- 2022 – Acid Eyes

### Altre canzoni
- 2006 – January inedito non pubblicato
- 2006 – Now who's the fool inedito non pubblicato
- 2006 – Still crazy inedito non pubblicato
- 2007 – It must be love (cover dei Madness inserita nella compilation Radio 1 Established 1967).[21]
- 2007 – Duo (brano in duetto con la cantante francese Zazie, inserito nel suo album Totem).[22]
- 2007 – Rehab (cover dal vivo di Amy Winehouse inserita nella compilation Radio 1's Live Lounge - Volume 2).[23]
- 2009 – Covers (brano cantato con i The View, inserito nell'album della band intitolato Which Bitch?).[24]
- 2011 – Only Good For Conversation  (cover di un brano di Sixto Rodriguez, nell'album omonimo di Dennis Coffey).[25]
- 2011 – Scrive sotto lo pseudonimo di Glen Byrne la canzone Mangialanima contenuta nell'album Solo 2.0 di Marco Mengoni.
- 2012 – interpreta Hard Times Come Again No More nell'album The Voice of Ages del gruppo folk The Chieftains.
- 2017 – interpreta Road Side nell'album Kiss, Cuddle & Torture Volume 1 del gruppo The hempolics.

## Riconoscimenti
- 2007 – BRIT Award - Candidatura per il miglior artista maschile britannico[26]
- 2009 – Music Awards
- 2010 – BRIT Award - Candidatura per il miglior artista maschile britannico[26]
- 2010 – BRIT Award - Candidatura per il MasterCard British Album[26]
- 2010 – Ivor Novello Award - Album Award per Sunny Side Up[27]
- 2010 – METEOR Awards - Miglior Album Internazionale per Sunny Side Up[28]
- 2010 – METEOR Awards - Candidatura per il miglior artista maschile internazionale[29]
- 2010 – Q Awards nella categoria Best Male (miglior artista maschile)[30][31]
- 2010 – UK Festival Awards nella categoria Feel good act of the Summer[32][33]
- 2015 – BRIT Awards - Candidatura per il miglior artista maschile britannico